# Cheilotrichia (Empeda) apemon
Cheilotrichia (Empeda) apemon is een tweevleugelige uit de familie steltmuggen (Limoniidae). De soort komt voor in het Oriëntaals gebied.